# Бурамбаев, Серик Жаксигалиевич
Серик Жаксигалиевич Бурамбаев (род. 16.04.1969, Павлодар) ― казахстанский военный деятель, генерал-майор (2021).
В 1990 году окончил Киевское высшее военно-морское политическое училище. В 1990—1992 годах проходил службу в частях Каспийской военной флотилии Военно-морского флота СССР. С 1992 года в составе Вооружённых сил Республики Казахстан. 24 июня 2024 года распоряжением Президента Республики Казахстан назначен главнокомандующим Военно-морскими силами Вооружённых сил Республики Казахстан.
Кандидат педагогических наук (2010).

## Биография
Родился 16 апреля 1969 года в Павлодаре. В 1986 году окончил Республиканскую среднюю школу-интернат в Алма-Ате, в 1990 году ― Киевское высшее военно-морское политическое училище. 
Воинскую службу в Советской армии начал в Махачкале в должности помощника по комсомольской работе начальника политического отдела дивизиона кораблей охраны водного района Каспийской военной флотилии. При разделе Вооружённых сил СССР в 1992 году перешёл на службу в Вооружённые силы Республики Казахстан. В связи с отсутствием в структуре ВС Казахстана военно-морского флота направлен в Атырауский областной военный комиссариат, где служил на должностях заместителя  по воспитательной и социально-правовой работе военного комиссара и начальника отдела воспитательной и социально-правовой работы до февраля 2004 года. 
В начале 2000-х годов в Казахстане начался процесс возрождения ВМС. С 2001 года организованное в Актау Высшее военно-морское училище Министерства обороны РК приступило к подготовке кадров для флота. В 2003 году училище было преобразовано в Военно-морской институт. В феврале 2004 года Бурамбаев назначен на должность заместителя по воспитательной и социально-правовой работе начальника института и начальника отдела воспитательной и социально-правовой работы. Одновременно начал учёбу на заочном отделении Атырауского государственного университета имени Х. Досмухамедова, которую завершил в 2009 году. С августа 2005 года по июнь 2007 года также являлся слушателем Военного университета Министерства обороны Российской Федерации. По окончании учёбы продолжил службу в должности старшего офицера Управления командующего войсками Регионального командования «Запад».
В январе 2008 года вернулся на службу в Военно-морской институт, где до мая 2011 года занимал должность заместителя по воспитательной и социально-правовой работе начальника института и начальника штаба вуза. В этот период завершил обучение в адъюнктуре Военного университета МО РФ и в 2010 году успешно защитил диссертацию на соискание учёной степени кандидата педагогических наук по теме: «Воспитание дисциплинированности у курсантов военно-учебных заведений Вооружённых Сил Республики Казахстан».
В сентябре 2010 года в целях контроля оперативной обстановки в территориальных водах Казахстана в Каспийском море в Актау была сформирована военно-морская база (в/ч 29011). В мае 2011 года С. Ж. Бурамбаев был назначен её командиром с одновременным назначением на должность заместителя главнокомандующего Военно-морскими силами. С августа 2013 года по октябрь 2014 года ― первый заместитель главнокомандующего и начальник главного штаба Военно-морских сил ВС РК.
В 2015 году Бурамбаев прошёл переподготовку на академических курсах при Национальном университете обороны. С июля 2015 года по октябрь 2016 года занимал должность заместителя по воспитательной и идеологической работе главнокомандующего Военно-морскими силами и начальника отдела воспитательной и идеологической работы Управления главнокомандующего Военно-морскими силами ВС РК. В 2016 году за успехи, достигнутые в боевой подготовке и поддержании высокой боевой готовности войск награждён орденом «Айбын» II степени.
В октябре 2016 года капитан 1-го ранга С. Ж. Бурамбаев переведён на службу в Министерство обороны Республики Казахстан. До июня 2019 года занимал должность начальника департамента информации и коммуникаций МО РК. С июня 2019 года по февраль 2023 года возглавлял департаменты воспитательной и идеологической работы при Генеральном штабе ВС РК (июнь 2019 — июль 2022) и Министерстве обороны (июль 2022 — февраль 2023). 6 мая 2021 года Бурамбаеву присвоено звание генерал-майора. С февраля 2023 года по июнь 2024 года служил начальником департамента территориальной обороны и заместителем начальника Генерального штаба ВС РК.
25 июня 2024 года распоряжением Президента Республики Казахстан К.-Ж. Токаева назначен главнокомандующим Военно-морскими силами. В октябре 2024 года награждён орденом «Данк» II степени. Генерал-майор Серик Бурамбаев известен своей нетерпимостью к нарушениям воинской дисциплины и неуставным отношениям. Некоторые СМИ Казахстана связали его назначение с необходимостью наведения порядка как на флоте, так и в армии в целом, после ряда резонансных инцидентов в Вооружённых силах Республики Казахстан.

## Награды
- орден «Данк» II степени (2024);
- орден «Айбын» II степени (2016):
- медали.